# Ricardo Vargas
Ricardo David Vargas Jacobo, född 21 november 1997, är en mexikansk simmare.
Vargas tävlade för Mexiko vid olympiska sommarspelen 2016 i Rio de Janeiro, där han blev utslagen i försöksheatet på 1 500 meter frisim.